# ANSI.SYS
ANSI.SYS es un controlador de dispositivo del sistema operativo DOS que proporciona funciones extra de consola mediante códigos de escape ANSI. Está parcialmente basado en un subconjunto del estándar de control del terminal de texto propuesto por el X3L2 Technical Committee on Codes and Character Sets de ANSI (el “comité X3”).

## Uso
Para usar ANSI.SYS en MS-DOS, se añade una línea al fichero CONFIG.SYS que reza:
```
device=(
drive:
)(
ruta
)ANSI.SYS
```

donde (drive:) y (ruta) son la letra del dispositivo y la ruta al directorio en el que se encuentra el fichero ANSI.SYS.
Dado que Windows XP es una plataforma NT (no está basado en MS-DOS), ciertas cosas han cambiado. Es importante destacar que se debe modificar CONFIG.NT (a menudo en el directorio C:\I386\ o C:\Windows\System32) en lugar de CONFIG.SYS

## Funcionalidad
Una vez cargado, ANSI.SYS activa códigos que cambian los colores del cursor y los caracteres de la pantalla, o permiten a los programas mover el cursor arriba y abajo a lo largo de las líneas, permite texto parpadeante y otras funcionalidades similares. Usando este driver el texto puede mostrarse en 16 colores diferentes (colores de “primer plano” o “foreground”) con 8 opciones de color de fondo. También permite cambiar el modo de vídeo del estándar 80x25 a varios modos gráficos diferentes (por ejemplo 320x200, 640x200, modo texto a 40 columnas) dependiendo de qué tarjeta de vídeo esté instalada.
Un rasgo interesante de ANSI.SYS es que permitía remapear cualquier tecla del teclado para definir atajos o macros de instrucciones complejas. Esta característica fue empleada de forma maligna para crear troyanos en ficheros de texto llamados “Bombas ANSI” que definían mapeos de teclas malignos. Por ejemplo, la tecla F3 se remapeaba a DEL *.* o FORMAT C: y la tecla N (de No) se remapeaba a Y (de Yes). Algunos antivirus podían detectar y solucionar este tipo de remapeos.

## Empleo
El fichero ANSI.SYS ha sido empleado por muchos sistemas operativos de Microsoft, como:
- MS-DOS
- Windows 95
- Windows 98
- Windows NT
- Windows 2000
- Windows XP

ANSI.SYS era necesario para usar ciertos programas que requerían de funciones para colorear el cursor. También puede usarse para activar elaborados códigos de color en el prompt de COMMAND.COM. Sin embargo, el uso más sofisticado de ANSI.SYS fue en BBSes; donde los códigos de escape ANSI se empleaban para enviar arte ANSI, más elaborado y colorista que el arte ASCII, y para controlar el cursor de diferentes formas en juegos en red.